# Alstroemeria haemantha
Alstroemeria haemantha es una especie de fanerógama perteneciente a la familia Alstroemeriaceae.

## Hábitat
Es nativa de Perú a Chile, especialmente desde la quinta a la sexta región. También habita en el noroeste de Neuquén, Argentina. Crece en las laderas rocosas bien drenadas.

## Descripción
Florece a principios de verano. Alcanza una altura de 1 m y las hojas son glaucas en el envés. Las flores tienen hasta 5 cm de diámetro y son de color rojo a anaranjado fuerte. Los tépalos exteriores son oblongos a obovados. Es resistente hasta a temperaturas de -15 °C.

## Taxonomía
Alstroemeria haemantha fue descrita por Ruiz & Pav., y publicado en Flora Peruviana, et Chilensis 3: 60. 1802.
Etimología
Alstroemeria: nombre genérico que fue creado por Carlos Linneo en honor a su amigo, el botánico sueco barón Clas Alströmer (Claus von Alstroemer).
haemantha: epíteto latino que significa "con flores rojas".
Sinonimia
| - Alstroemeria chilensis Lem. - Alstroemeria curtisiana E.Mey. ex C.Presl - Alstroemeria feuillaeana E.Mey. ex C.Presl - Alstroemeria flava Phil. - Alstroemeria ligtu subsp. ligtu - Alstroemeria haemantha var. albida Herb. - Alstroemeria inaequalis Phil. - Alstroemeria ligra Crantz | - Alstroemeria ligtu forma carnea Ravenna - Alstroemeria ligtu forma flavens Garaventa - Alstroemeria ligtu forma haemantha (Ruiz & Pav.) Ravenna - Alstroemeria ligtu var. heterophylla Kuntze - Alstroemeria ligtu forma nivea Ravenna - Alstroemeria lothiam Utinet - Alstroemeria presliana Kunth - Alstroemeria stenopetala Phil. - Priopetalon pallidum Raf. |